# Waldniel
Der Ortsteil Waldniel liegt am linken Niederrhein im Westen des Bundeslandes Nordrhein-Westfalen und gehört mit etwa 11.141 Einwohnern zur Gemeinde Schwalmtal im Kreis Viersen, Regierungsbezirk Düsseldorf.

## Lage
Waldniel liegt 1 bis 2 km nördlich der A 52 (Düsseldorf–Roermond) zwischen den Anschlussstellen Schwalmtal und Hostert, 15 km östlich der niederländischen Grenze und 40 km westlich von Düsseldorf.
Durch Waldniel fließt der Kranenbach (dieser mündet in den Borner See). Die Schwalm fließt in einigen Kilometern Entfernung an Waldniel vorbei (siehe auch Naturpark Schwalm-Nette).

## Geschichte
In einer Urkunde aus dem Jahre 1020 wird die Gemeinde Waldniel erstmals erwähnt, Amern im 12. Jahrhundert in Urkunden des Stiftes Xanten. Durch Funde in Amern als auch in Waldniel kann der Nachweis erbracht werden, dass in der Jungsteinzeit (bis 2000 v. Chr.) schon eine schwache Besiedlung stattgefunden hat.
Im Kreis Kempen der Rheinprovinz bestanden seit 1816 die beiden Bürgermeistereien Burgwaldniel und Kirspelwaldniel, wobei zur Bürgermeisterei Burgwaldniel auch die Gemeinde Lüttelforst gehörte. Zu Kirspelwaldniel („Kirchspiel“ Waldniel) gehörten die Dörfer und Weiler im Umland von Burgwaldniel.
Im Jahr 1913 wurde das St.-Josefs-Heim für behinderte Jungen und Männer fertiggestellt. Mönche des Franziskanerordens betrieben das Heim.
Burgwaldniel, Kirspelwaldniel und Lüttelforst wurden zum 1. April 1915 zur Bürgermeisterei und Gemeinde Waldniel vereinigt.
Nach der Machtübernahme schikanierte das NS-Regime den Franziskanerorden und trieb ihn in den Konkurs; die Rheinprovinz (heute Landschaftsverband Rheinland) wurde 1937 Eigentümerin der Anstalt und führte sie als Zweigstelle der Heil- und Pflegeanstalt Süchteln-Johannistal – Abteilung Waldniel. Im Rahmen der sogenannten „Kinder-Euthanasie“ wurden in der Zweigstelle Waldniel-Hostert körperlich oder geistig behinderte Kinder gequält und ermordet. Aus der Zweigstelle wurden darüber hinaus laut Transportlisten 1044 Patienten in andere Anstalten transportiert, z. B. zur Vergasung in die Tötungsanstalt Hadamar. Mit einer Kapazität von 200 Betten gehörte die Anstalt zu einer der großen ihrer Art in Deutschland. Auf dem Friedhof des Geländes erinnert seit 1988 eine Gedenkstätte an die Opfer.
Vor dem Beginn des Westfeldzugs, der mehrfach verschoben wurde und schließlich am 10. Mai 1940 begann, lagerten um Waldniel Truppenverbände der Wehrmacht.
Bei einem Luftangriff am 22. Februar 1945 – dem ersten Tag der Operation Grenade – wurden am Markt mehrere Häuser zerstört. Auch am 24. Februar gab es Luftangriffe auf Waldniel. Am 28. Februar rückten Soldaten der 84. US-Infanteriedivision von Rickelrath her Richtung Eicken und Birgen. Zuerst gab es Widerstand in Ungerath; Steeg wurde nach erheblichen Kämpfen mittags besetzt. In der Nacht zum 1. März wurde Waldniel kampflos übergeben; am frühen Morgen rollten die ersten US-Panzer ein.

### Eingemeindung
Am 1. Januar 1970 wurden im Rahmen der kommunalen Neugliederung Waldniel und Amern zusammengeschlossen. Die neue Gemeinde erhielt den Namen Schwalmtal.

## Bauwerke
Die 1879 bis 1883 erbaute Kirche St. Michael erhielt 1883 ein vierstimmiges Geläut von der Glockengießerei Otto. Drei Glocken wurden im Zweiten Weltkrieg requiriert und eingeschmolzen, nur eine blieb erhalten. In 1959/60 ersetzte die Glockengießerei Otto die fehlenden Glocken. Sie haben die Disposition: h0 – cis' – dis' – fis'. Ihre Durchmesser betragen 1664 mm, 1461 mm, 1310 mm und 1095 mm und ihr Gewicht 2900 kg, 2050 kg, 1400 kg und 850 kg. In der Kriegergedächtniskapelle sind 157 Namen von Kriegsopfern aus Waldniel verzeichnet.
Die moderne Kirche St. Mariä Himmelfahrt wurde 1978 errichtet.

## Persönlichkeiten
- Peter Heinrich Windhausen (1832–1903), Maler
- Josef Kaiser (Unternehmer) (1862–1950), wohnte mit seiner Familie seit 1937 im Haus Clee
- Albin Windhausen (1863–1946), Maler
- Josef Windhausen (1888–1946), Kommunalpolitiker (CDU)
- Heinz Küppenbender (1901–1989), Manager
- Bernhard Rösler (1906–1973), Unternehmer, Ehrenbürger der Gemeinde Schwalmtal (1972)
- Ludwig Gabriel Schrieber (1907–1975), Bildhauer, Maler und Zeichner
- Ernst van Aaken (1910–1984), Sportmediziner und Trainer
- Rudi Fuesers (1928–2010), Posaunist des Modern Jazz
- Herbert Dörenberg (* 1945), Fußballtrainer und ehemaliger Fußballprofi
- Claus Krämer (* 1957), Autor, Illustrator, Maler und Musiker
- Jürgen Richter (* 1958), Prähistoriker
- Stefan Berger (* 1969), Abgeordneter, Landtag Nordrhein-Westfalen
- Joachim „Joko“ Winterscheidt (* 1979), Moderator (aufgewachsen in Waldniel)

## Verkehr
Der Bahnhof Waldniel lag an der Bahnstrecke Dülken–Brüggen.